# Leif Sundell
Leif Sundell (Borlänge, 1958. február 15. –) svéd nemzetközi labdarúgó-játékvezető.

## Pályafutása

### Nemzeti játékvezetés
1982-ben lett hazája legfelső szintű labdarúgó-bajnokságának játékvezetője. Az aktív nemzeti játékvezetéstől 2004-ben vonult vissza. Első ligás mérkőzéseinek száma: 262.

### Nemzetközi játékvezetés
A Svéd labdarúgó-szövetség Játékvezető Bizottsága (JB) terjesztette fel nemzetközi játékvezetőnek, a Nemzetközi Labdarúgó-szövetség (FIFA) 1983-tól tartotta nyilván bírói keretében. Több nemzetek közötti válogatott és klubmérkőzést vezetett. A svéd nemzetközi játékvezetők rangsorában, a világbajnokság-Európa-bajnokság sorrendjében többedmagával a 3. helyet foglalja el 15 találkozó szolgálatával. Az UEFA által szervezett labdarúgó kupasorozatokban összesen 43 mérkőzést vezetett, amivel a 34. helyen áll. Az aktív nemzetközi játékvezetéstől 2004-ben búcsúzott. Nemzetközi mérkőzéseinek száma: 100.

#### Világbajnokság

##### U17-es labdarúgó-világbajnokság
Olaszország rendezték a 4., az 1991-es U17-es labdarúgó-világbajnokságot, ahol a FIFA JB bíróként alkalmazta.
| Időpont             | Helyszín                  | Mérkőzés típusa              | Mérkőzés            | Eredmény | Nézők száma |
| ------------------- | ------------------------- | ---------------------------- | ------------------- | -------- | ----------- |
| 1991. augusztus 17. | Városi Stadion, Viareggio | csoportmérkőzés (A. csoport) | Kína–Belgium        | 1 : 2    | 350         |
| 1991. augusztus 25. | Központi Stadion, Carrara | egyik negyeddöntő            | Brazília–Ghána      | 1 : 2    | 1 200       |
| 1991. augusztus 31. | Városi Stadion, Firenze   | döntő                        | Ghána–Spanyolország | 1 : 0    | 5 000       |

---
Három világbajnoki döntőhöz vezető úton Egyesült Államokba a XV., az 1994-es labdarúgó-világbajnokságra, Franciaországba a XVI., az 1998-as labdarúgó-világbajnokságra, illetve Dél-Koreába és Japánba a XVII., a 2002-es labdarúgó-világbajnokságra a FIFA JB bíróként alkalmazta.

##### 1994-es labdarúgó-világbajnokság

###### Selejtező mérkőzés
| Időpont            | Helyszín                               | Mérkőzés típusa           | Mérkőzés                     | Eredmény | Nézők száma |
| ------------------ | -------------------------------------- | ------------------------- | ---------------------------- | -------- | ----------- |
| 1993. április 28.  | Estadio Ramón Sánchez Pizjuán, Sevilla | előselejtező (7. csoport) | Spanyolország–Észak-Írország | 3 : 1    | 20 000      |
| 1993. november 17. | Lech Stadion, Poznań                   | előselejtező (4. csoport) | Lengyelország–Hollandia      | 1 : 3    | 17 000      |

##### 1998-as labdarúgó-világbajnokság

###### Selejtező mérkőzés
| Időpont           | Helyszín                   | Mérkőzés típusa           | Mérkőzés              | Eredmény | Nézők száma |
| ----------------- | -------------------------- | ------------------------- | --------------------- | -------- | ----------- |
| 1996. november 9. | Antas Stadion, Porto       | előselejtező (7. csoport) | Portugália–Ukrajna    | 1 : 0    | 19 106      |
| 1997. április 30. | Hardturm Stadion, Zürich   | előselejtező (4. csoport) | Svájc–Magyarország    | 1 : 0    | 17 300      |
| 1997. október 11  | Városi Stadion, Amszterdam | előselejtező (4. csoport) | Hollandia–Törökország | 0 : 0    | 48 000      |

##### 2002-es labdarúgó-világbajnokság

###### Selejtező mérkőzés
| Időpont         | Helyszín                    | Mérkőzés típusa           | Mérkőzés                  | Eredmény | Nézők száma |
| --------------- | --------------------------- | ------------------------- | ------------------------- | -------- | ----------- |
| 2001. június 6. | Stínadlech Stadion, Teplice | előselejtező (7. csoport) | Csehország–Észak-Írország | 3 : 1    | 14 050      |

#### Európa-bajnokság
Négy európai-labdarúgó torna döntőjéhez vezető úton Svédországba a IX., az 1992-es labdarúgó-Európa-bajnokságra, Angliába a X., az 1996-os labdarúgó-Európa-bajnokságra, Belgiumba és Hollandiába a XI., a 2000-es labdarúgó-Európa-bajnokságra, valamint Portugáliába a XII., a 2004-es labdarúgó-Európa-bajnokságra az UEFA JB játékvezetőként foglalkoztatta.

##### 1992-es labdarúgó-Európa-bajnokság

###### Selejtező mérkőzés
| Időpont           | Helyszín                      | Mérkőzés típusa           | Mérkőzés                | Eredmény | Nézők száma |
| ----------------- | ----------------------------- | ------------------------- | ----------------------- | -------- | ----------- |
| 1991. október 16. | Windsor Park Stadion, Belfast | előselejtező (7. csoport) | Észak-Írország–Ausztria | 2 : 1    | 8 000       |

##### 1996-os labdarúgó-Európa-bajnokság

###### Selejtező mérkőzés
| Időpont            | Helyszín                                 | Mérkőzés típusa           | Mérkőzés                | Eredmény | Nézők száma |
| ------------------ | ---------------------------------------- | ------------------------- | ----------------------- | -------- | ----------- |
| 1994. október 8.   | Geoffroy Guichard Stadion, Saint-Étienne | előselejtező (7. csoport) | Franciaország–Románia   | 0 : 0    | 31 144      |
| 1994. december 14. | Arms Park Stadion, Cardiff               | előselejtező (4. csoport) | Wales–Bulgária          | 0 : 3    | 20 000      |
| 1995. november 15. | Windsor Park Stadion, Belfast            | előselejtező (7. csoport) | Észak-Írország–Ausztria | 5 : 3    | 8 451       |

###### Európa-bajnoki mérkőzés
| Időpont          | Helyszín                 | Mérkőzés típusa              | Mérkőzés                 | Eredmény | Nézők száma |
| ---------------- | ------------------------ | ---------------------------- | ------------------------ | -------- | ----------- |
| 1996. június 10. | GSP Stadion, Nicosia     | csoportmérkőzés (4. csoport) | Hollandia–Skócia         | 0 : 0    | 34 363      |
| 1996. június 23. | Old Trafford, Manchester | egyik negyeddöntő            | Németország–Horvátország | 2 : 1    | 43 412      |

##### 2000-es labdarúgó-Európa-bajnokság

###### Selejtező mérkőzés
| Időpont          | Helyszín               | Mérkőzés típusa           | Mérkőzés                   | Eredmény | Nézők száma |
| ---------------- | ---------------------- | ------------------------- | -------------------------- | -------- | ----------- |
| 1999. október 5. | Ibrox Stadion, Glasgow | előselejtező (7. csoport) | Skócia–Bosznia-Hercegovina | 1 : 0    | 30 574      |

##### 2004-es labdarúgó-Európa-bajnokság

###### Selejtező mérkőzés
| Időpont              | Helyszín                       | Mérkőzés típusa           | Mérkőzés            | Eredmény | Nézők száma |
| -------------------- | ------------------------------ | ------------------------- | ------------------- | -------- | ----------- |
| 2002. október 16.    | Tsentralnyi Stadion, Volgográd | előselejtező (7. csoport) | Oroszország–Albánia | 4 : 1    | 18 000      |
| 2003. szeptember 10. | Mestský Stadion, Žilina        | előselejtező (4. csoport) | Szlovákia–Macedónia | 1 : 1    | 2 286       |

#### Nemzetközi kupamérkőzések

##### UEFA-kupa
| Időpont           | Helyszín                    | Mérkőzés típusa                 | Mérkőzés                            | Eredmény |
| ----------------- | --------------------------- | ------------------------------- | ----------------------------------- | -------- |
| 1996. október 15. | Üllői úti Stadion, Budapest | selejtező (2. kör, 1. mérkőzés) | Ferencvárosi TC–Newcastle United FC | 3 : 2    |